# STS-107

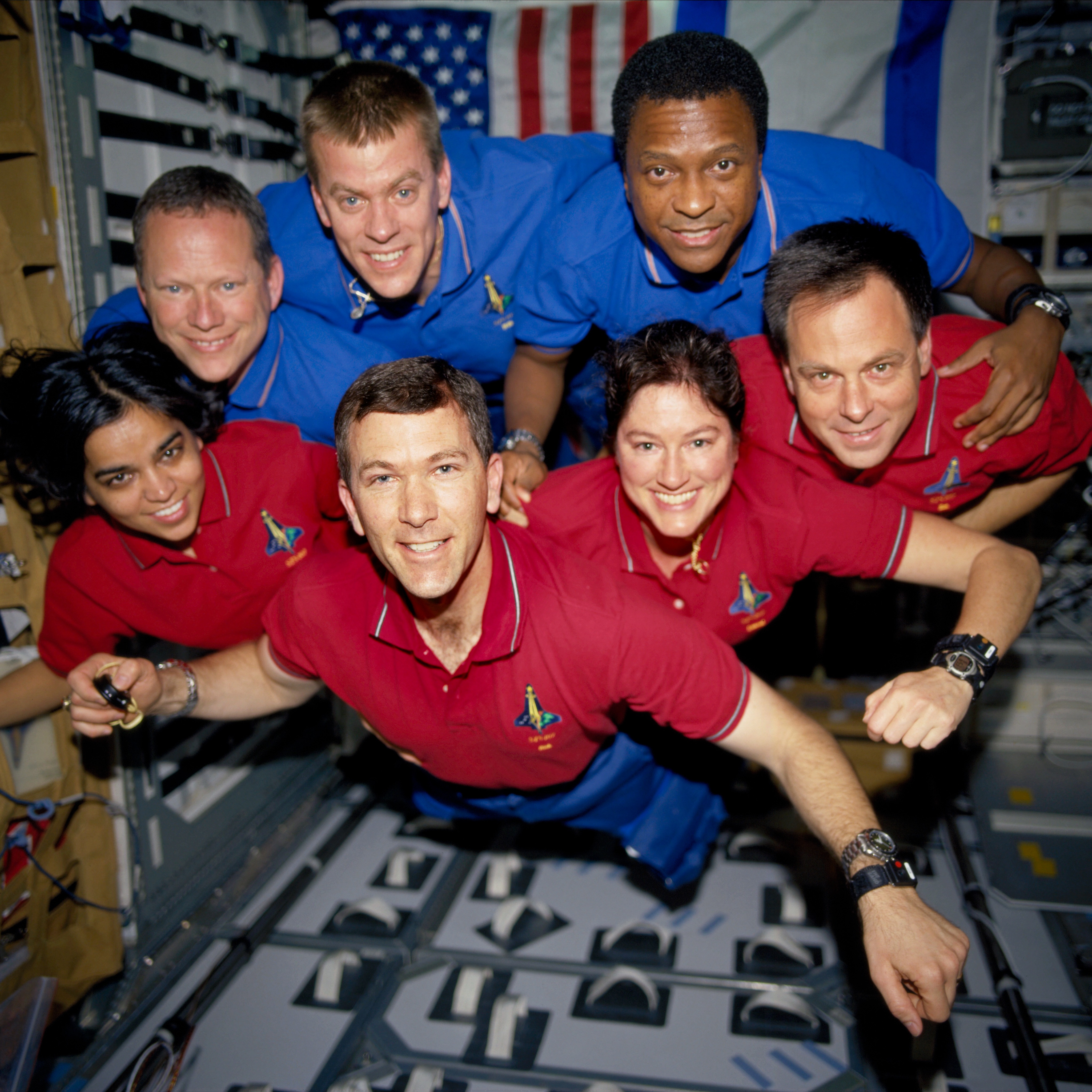
Załoga misji STS-107 w czasie pobytu na orbicie

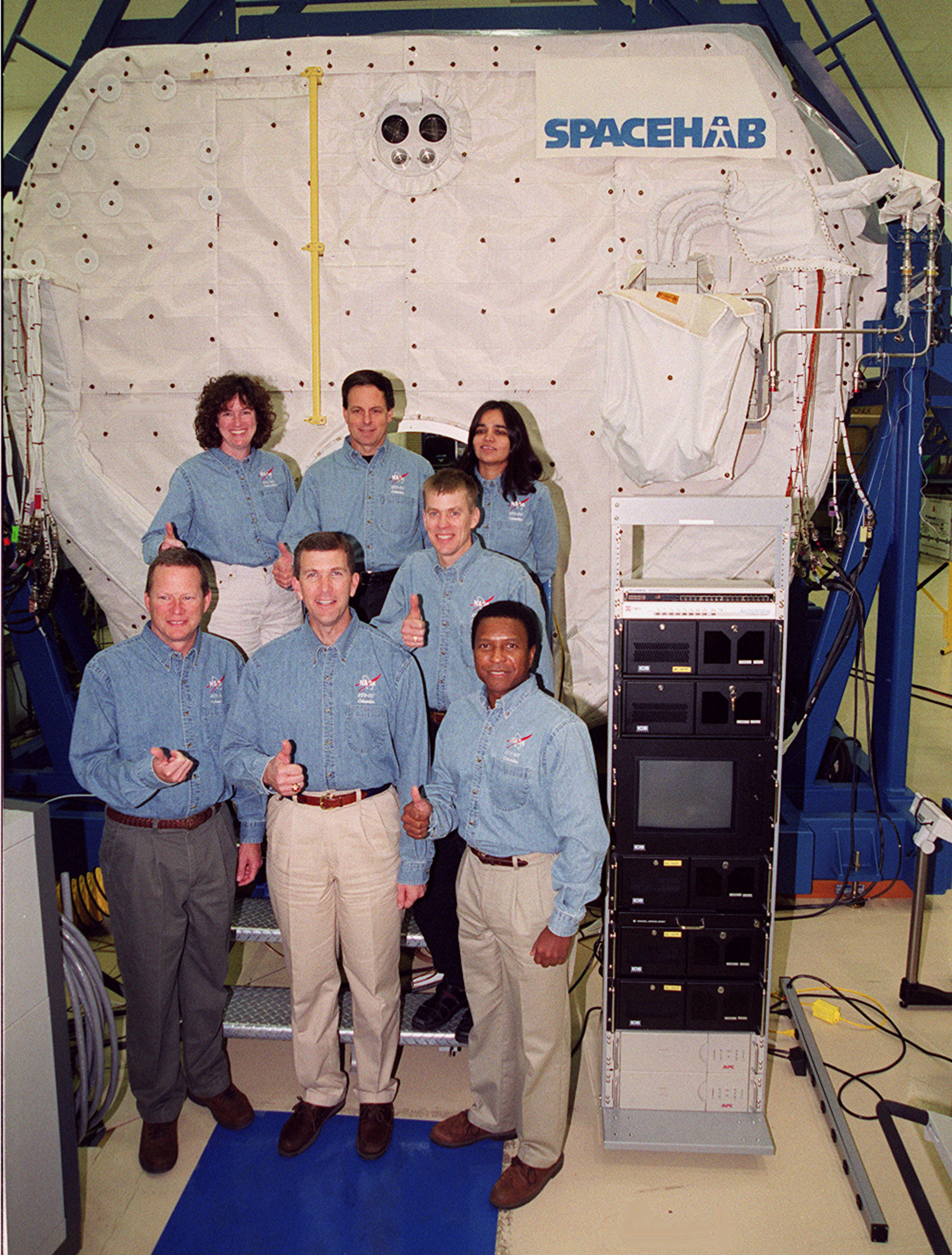
Zginęła cała siedmioosobowa załoga

STS-107 (ang. Space Transportation System) – ostatnia misja promu kosmicznego Columbia, który rozpadł się podczas wchodzenia do atmosfery. Wystartował 16 stycznia 2003 roku. Był to jego dwudziesty ósmy lot, a jednocześnie sto trzynasta misja programu lotów wahadłowców. Na pokładzie było sześcioro amerykańskich astronautów i jeden Izraelczyk (jako pierwszy przedstawiciel swojego narodu w kosmosie). Wahadłowiec podczas wchodzenia w atmosferę uległ dezintegracji. Zginęła cała 7-osobowa załoga.

## Cele misji
Była to interdyscyplinarna misja, w czasie której przeprowadzano badania w mikrograwitacji, a także dokonywano obserwacji Ziemi. Wahadłowiec przewoził w ładowni podwójny moduł Spacehab, w którym prowadzono eksperymenty oraz ładunek FREESTAR zawierający kolejne eksperymenty. Projekty badawcze, które zostały opracowane przez naukowców z wielu krajów, przeprowadzane były bez przerwy w ciągu 16 dni, które prom spędził na orbicie. W sumie przeprowadzono ponad 80 eksperymentów.
W czasie jednego z eksperymentów, polegającego na rejestracji obrazu wideo w celu badania pyłu atmosferycznego, odkryto nowe zjawisko, które nazwano TIGER (Transient Ionospheric Glow Emission in Red – Przejściowa Jonosferyczna Emisja Światła w Czerwieni).
Na pokładzie Columbii znajdowała się kopia rysunku Petra Ginza, redaktora naczelnego obozowego magazynu „Vedem”, który w wieku 14 lat, jako więzień obozu koncentracyjnego Theresienstadt, narysował jak sobie wyobraża widok Ziemi z Księżyca.

## Załoga
źródło
- Rick Husband (2)*, dowódca
- William McCool (1), pilot
- David Brown (1), specjalista misji
- Kalpana Chawla (2), specjalista misji
- Michael P. Anderson (2), dowódca ładunku
- Laurel Clark (1), specjalista misji
- Ilan Ramon (1), specjalista ładunku (Siły Powietrzne Izraela)

*(liczba w nawiasie oznacza liczbę lotów odbytych przez każdego z astronautów)

### Dublerzy
- Jicchak Majo, specjalista ładunku (Siły Powietrzne Izraela)

## Parametry misji
- Masa:
  - startowa orbitera: 119 615 kg
  - lądującego orbitera: 105 593 kg
  - ładunku: 14 553 kg
- Perygeum: 270 km[6]
- Apogeum: 285 km[6]
- Inklinacja: 39,0°[6]
- Okres orbitalny: 90,1 min[6]

## Katastrofa
1 lutego 2003, podczas powrotu z przestrzeni kosmicznej, prom uległ zniszczeniu w wyniku uszkodzenia osłony termicznej na krawędzi natarcia lewego skrzydła. Uszkodzenie osłony nastąpiło w czasie wznoszenia po starcie, za sprawą fragmentu pianki osłaniającej zbiornik zewnętrzny wahadłowca, który oderwał się od zbiornika i uderzył w skrzydło orbitera powodując dziurę o średnicy ok. 25 cm, przez którą w trakcie przelotu przez termosferę gorące gazy mogły dostać się do środka. W trakcie wejścia w atmosferę Ziemi w ostatnich minutach misji, okazało się, że uszkodzenie było poważne – w katastrofie zginęła cała załoga – siedmioro astronautów. Spowodowało to zawieszenie dalszych lotów wahadłowców NASA aż do startu misji STS-114 promu Discovery 26 lipca 2005.